# Стамата Ревіті
Стамата Ревіті (грец. Σταμάτα Ρεβίθη; 1866 — після 1896) — грецька жінка, яка пробігла 40-кілометровий марафон під час літніх Олімпійських ігор 1896 року. Олімпійські ігри не допускали жінок до змагань, але Ревіті наполягла на тому, щоб їй дозволили бігти. Ревіті бігла через день після того, як чоловіки завершили офіційний забіг, і хоча вона завершила марафон приблизно за 5 годин 30 хвилин і знайшла свідків, які поставили свої підписи і підтвердили час пробігу, їй не дозволили увійти на стадіон «Панатінаїко» після завершення забігу. Вона мала намір представити свої документи в Олімпійський комітет Греції в надії, що вони визнають її досягнення, але невідомо, чи зробила вона це. Не збереглося жодних відомостей про життя Ревіті після її забігу.
Згідно з сучасними джерелами, друга жінка, «Мельпомена», також пробігла марафонський забіг 1896 року. Серед олімпійських істориків точаться суперечки щодо того, чи є Ревіті та Мельпомена однією особою.

## Елементи біографії

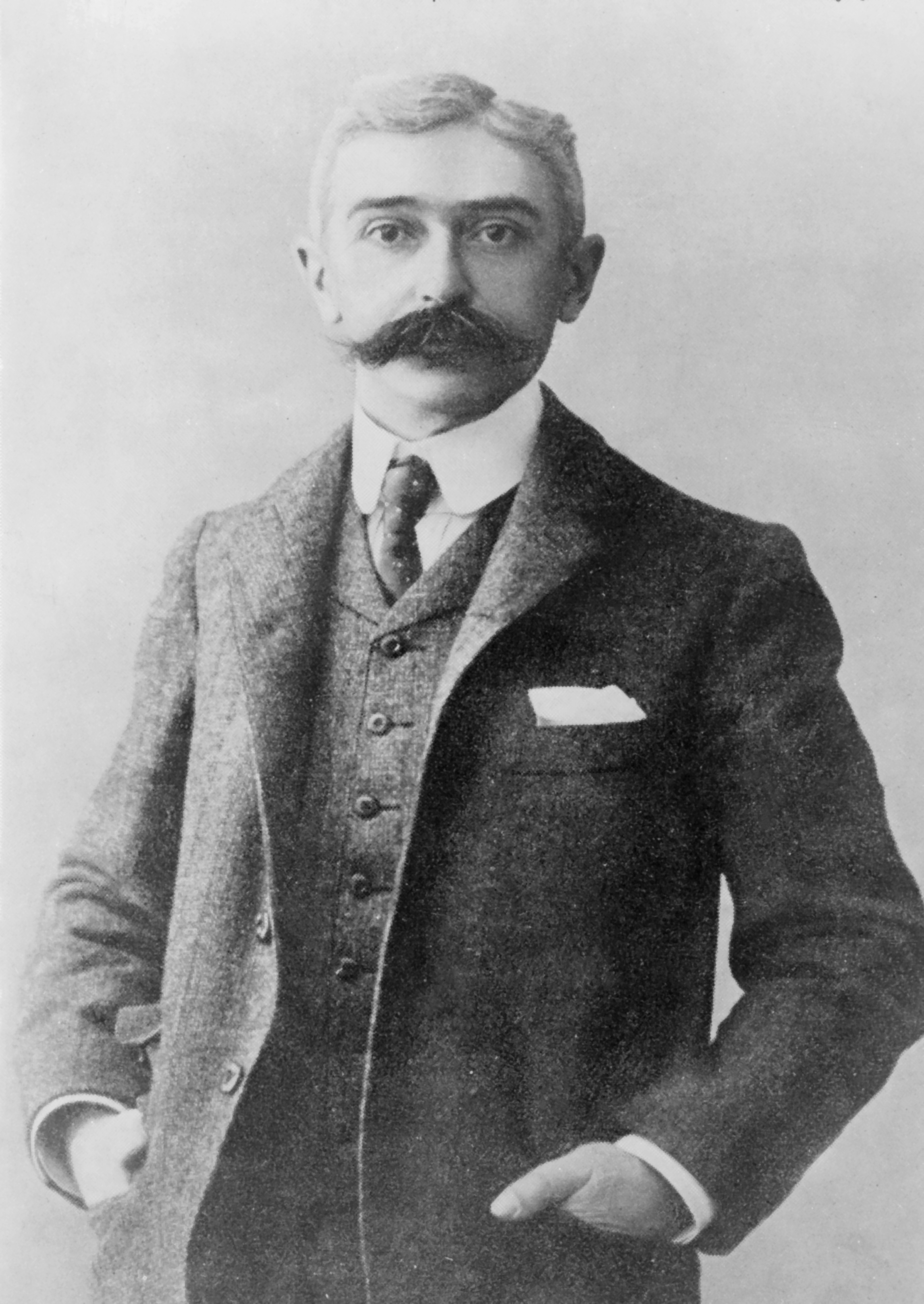
Кубертен вважав, «що контакт з жіночою легкою атлетикою шкідливий для [спортсмена-чоловіка], і що ці види легкої атлетики повинні бути виключені з олімпійської програми»'.

### До Олімпіади 1896 року
Стамата Ревіті народилася на Сиросі в 1866 році. Записи про її життя за 1896 рік свідчать, що в 1896 році вона жила в бідності в Піреї. На той час вона народила двох дітей: сина, який помер у 1895 році у віці семи років, і ще одну дитину, якій було сімнадцять місяців до початку Олімпійських ігор 1896 року. За словами олімпійського історика Афанасіоса Тарасулеса, Ревіті, білява і худорлява, з великими очима, виглядала набагато старшою за свій вік.
Ревіті вірила, що зможе знайти роботу в Афінах, і тому пішла туди пішки зі свого будинку — відстань у 9 кілометрів. Її подорож відбулася за кілька днів до Олімпійського марафону, спеціального забігу на 40 кілометрів, винайденого як частина програми легкої атлетики, і заснованого на ідеї Мішеля Бреаля про забіг від міста Марафон до Пнікса. Бреаля надихнув Фідіппід, який, згідно з легендою, пробіг дистанцію від Марафона до Афін, щоб оголосити про перемогу греків над Персією в битві при Марафоні, і помер одразу після того, як виголосив своє послання.
Дорогою до Афін Ревіті зустріла чоловіка-бігуна. Він дав їй гроші і порадив пробігти марафон, щоб прославитися, а отже, заробити грошей або легше знайти роботу. Після цієї зустрічі Ревіті вирішила взяти участь у забігу: вона любила бігати на довгі дистанції з дитинства і вірила, що зможе перемогти конкурентів-чоловіків.
Олімпійські ігри 1896 року були першими в сучасну епоху і найважливішою міжнародною мультиспортивною подією, яку коли-небудь приймала Греція. Правила Ігор загалом виключали жінок зі змагань. Під впливом свого часу — у вікторіанську епоху жінки вважалися нижчими за чоловіків — і свого захоплення античними Олімпійськими іграми, коли до участі в них допускалися лише чоловіки, барон П'єр де Кубертен, візіонер сучасних Олімпійських ігор, не був прихильником участі жінок в Олімпійських іграх або в спорті загалом. Він вважав, що найбільшим досягненням жінки буде заохочувати своїх синів до спортивних досягнень і аплодувати зусиллям чоловіків.

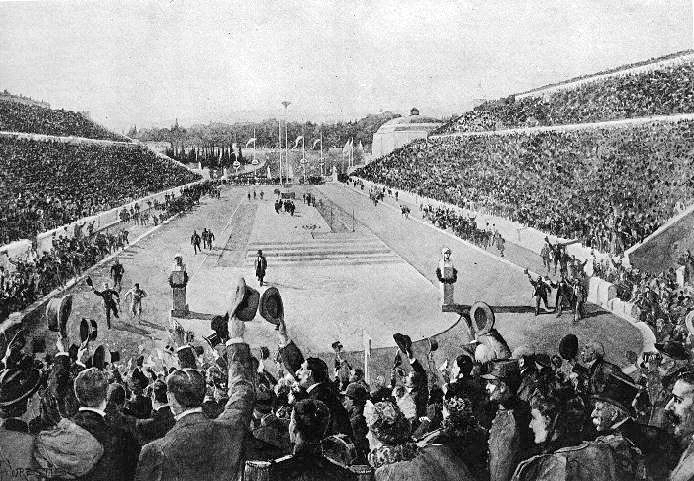
Спиридон Луїс заходить на стадіон Панатінаїко після закінчення марафону. Лише 9 з 17 бігунів-чоловіків завершили марафон за день до забігу Ревіті.

### Марафон 1896 року
Ревіті прибула до місця проведення забігу, маленького села Марафон, у четвер, 9 квітня [28 березня за старим стилем], де спортсмени вже зібралися для забігу, що мав відбутися наступного дня. Вона привернула увагу журналістів і була тепло зустрінута мером Марафону, який прихистив її у своєму будинку. Вона відповідала на запитання журналістів і виявилася дотепною, коли чоловік-бігун з Чаландрі подражнив її, передбачивши, що коли вона увійде на стадіон, натовпу не залишиться. Ревіті відповіла, що він не повинен ображати жінок, оскільки грецькі спортсмени-чоловіки вже були принижені американцями.
Перед початком забігу вранці в п'ятницю, 10 квітня [29 березня за старим стилем], старий священик Марафону, Іоанніс Веліотіс, мав прочитати молитву за спортсменів у церкві Святого Іоанна. Веліотіс відмовився благословити Ревіті, оскільки вона не була офіційно визнаною спортсменкою. Зрештою, оргкомітет відмовив їй в участі у перегонах. Офіційно їй відмовили через те, що закінчився термін подачі заявок, однак, як зазначають олімпійські історики Девід Мартін і Роджер Гінн, справжня проблема полягала в її статевій приналежності. За словами Тарасулеас, організатори пообіцяли, що вона змагатиметься з командою американок в іншому забігу в Афінах, який так і не відбувся.
Починаючи з 8:00 наступного дня, Ревіті самостійно пробігла марафонську дистанцію. Перед стартом вона попросила єдиного вчителя міста, мера та міського суддю підписати заяву, яка засвідчувала час, коли вона вийшла з села. Вона пробігла забіг у впевненому темпі і досягла Парапігмати (місце, де сьогодні стоїть лікарня «Євангелісмос», поруч з готелем «Хілтон Афіни») о 13:30 (5 з половиною годин). Ревіті не пустили на стадіон Панатінаїко — її забіг зупинили в Парапігматі кілька грецьких військових, яких вона попросила підписати її власноруч написаний протокол, щоб засвідчити час прибуття до Афін. Вона заявила журналістам, що хоче зустрітися з Тімолеоном Філімоном (генеральним секретарем Олімпійського комітету Греції), щоб представити свої докази. Історики вважають, що вона мала намір представити свої документи Грецькому олімпійському комітету в надії, що вони визнають її досягнення. Ані її звітів, ані документів від Грецького олімпійського комітету не було виявлено, щоб надати підтвердження.

### Наслідки
Про життя Ревіті після марафону нічого не відомо. Хоча деякі газети надрукували статті про її історію напередодні марафону, ці повідомлення не висвітлювали її життя після забігу. Невідомо, чи зустрічалася вона з Філімоном, чи знайшла роботу. За словами Тарасулеса, «Стамата Ревіті загубилася в пилу історії». Вайолет Пірсі з Великої Британії стала першою жінкою, яка подолала офіційний марафонський забіг з хронометражем: вона показала час 3 години 40 хвилин під час британського забігу 3 жовтня 1926 року. Жінкам нарешті дозволили бігти олімпійський марафон на літніх Олімпійських іграх 1984 року, коли американка Джоан Бенуа виграла перший забіг з часом 2 години 24 хвилини.

## Мельпомена

Картина «Муза Мельпомена» Едварда Сіммонса, 1891 рік; будівля Томаса Джефферсона, Вашингтон, округ Колумбія. На думку деяких сучасних олімпійських істориків і журналістів, Мельпомена і Ревіті — це одна і та ж особа, і саме грекині приписують ім'я Музи.

У березні 1896 року франкомовна газета в Афінах (Messager d'Athènes) повідомила, що «ходили розмови про жінку, яка записалася на участь у марафонському забігу. Під час пробного забігу, який вона здійснила самостійно […] їй знадобилося 4 з половиною години, щоб пробігти відстань у 42 кілометри, яка відділяє Марафон від Афін». Пізніше того ж року Франц Кемені, член-засновник Міжнародного олімпійського комітету з Угорщини, писав німецькою мовою, що «дійсно, одна жінка, пані Мельпомена, подолала 40-кілометровий марафон за 4,5 години і подала заявку на участь у змаганнях Олімпійських ігор. Як повідомляється, комісія відмовила їй у цьому.» За словами Мартіна і Гінн, «особливістю цього випадку є те, що тут немає імені Мельпомени». Репортаж Мессагера залишився в забутті приблизно на 30 років, перш ніж його відродили в 1927 році в одному з випусків Der Leichtathlet.
Олімпійський історик Карл Леннарц стверджує, що дві жінки пробігли марафон у 1896 році, і що ім'я «Мельпомена» підтвердили як Кемені, так і Альфред Гайош, дворазовий олімпійський чемпіон з плавання 1896 року. Леннарц наводить наступну версію: молода жінка на ім'я Мельпомена захотіла пробігти марафон і подолала дистанцію за 4,5 години наприкінці лютого або на початку березня. Організаційний комітет, однак, не дозволив їй бігти, а газета «Акрополіс» розкритикувала комітет за його рішення. Олімпійський марафон відбувся 10 квітня [29 березня за старим стилем] 1896 року, а інша бігунка, Стамата Ревіті, пробігла дистанцію за 5 з половиною годин 11 квітня [30 березня за старим стилем] 1896 року. Газети «Асті», «Новий Аристофан» та «Атлантида» повідомили про це 12 квітня [31 березня за старим стилем] 1896 року.
Однак Тарасулеас стверджує, що в жодному сучасному повідомленні грецьких газет не згадується ім'я Мельпомени, тоді як ім'я Ревіті з'являється багато разів; Тарасулеас припускає, що Мельпомена і Ревіті — це одна і та ж особа, а Мартін і Грін стверджують, що «сучасна розповідь про Ревіті як про відому марафонську бігунку може пояснити більш ранній пробіг жінки по марафонській дистанції — це зробила сама Ревіті, а не Мельпомена». Щоденна афінська газета «Естія» від 4 квітня [за старим стилем 23 березня] 1896 року розповідає про "дивну жінку, яка, пробігши кілька днів тому марафон як пробний забіг, має намір післязавтра взяти участь у змаганнях. Сьогодні вона прийшла до нас в офіс і сказала: «Якщо мені заважатимуть туфлі, я зніму їх по дорозі і продовжу босоніж». Більше того, Тарасулеас зазначає, що 13 березня [за старим стилем 1 березня] 1896 року інша місцева газета повідомила, що жінка з дитиною зареєструвалася для участі в марафоні, але знову ж таки її ім'я не згадується. Намагаючись розгадати цю загадку, Тарасулеас стверджує, що «можливо, Ревіті мала два імені, або, можливо, з невідомих причин їй приписали ім'я музи Мельпомени».